# غاليليوس الأول
هو البابا جلاسيوس الأول أمازيغي الأصل ( الذي تولّى باباوية الكنيسة الكاثوليكية من سنة 492 - 496).
أصدر قرارا في نهاية القرن الخامس يحتوي على أسماء الكتب المقدسة القانونية والكتب المنهي عن قراءتها، في الجزء الثاني منه أسماء الأسفار القانونية ( 27 سفراً للعهد الجديد ) وفي الجزء الخامس من القائمة نجد أسماء كتب مرفوضة وممنوع قراءتها. وقد ورد فيها كتاب باسم إنجيل برنابا وبقية أسماء الكتب المذكورة هي كتب غنوسية. منها أعمال أندراوس ، أعمال بطرس، أعمال توما، أعمال فيلبس، إنجيل يعقوب الصغير ، إنجيل برثولماوس ، إنجيل بطرس ، إنجيل أندراوس، كتاب طفولة المخلص ، رؤيا توما، رؤيا بطرس ، رؤيا استفانوس ... وغيرها. ويقول البابا جلاسيوس (492- 496): «إنّ هذه الكتب (المنحولة) وما شابها قد علّمها ودوّخها الهراطقة والمنشقّون وتبّاعهم. فنحن نرفض هذه الكتب ونستبعدها في كل الكنيسة الرومانية الكاثوليكية الرسولية ونحرّمها مع كاتبيها».